# بال‌پرنده‌ای درازنای خال‌مخالی
بال‌پرنده‌ای درازنای خال‌مخالی (نام علمی: Troides oblongomaculus) نام یک گونه از تیره پروانه‌های دم‌چلچله‌ای است.

## نگارخانه

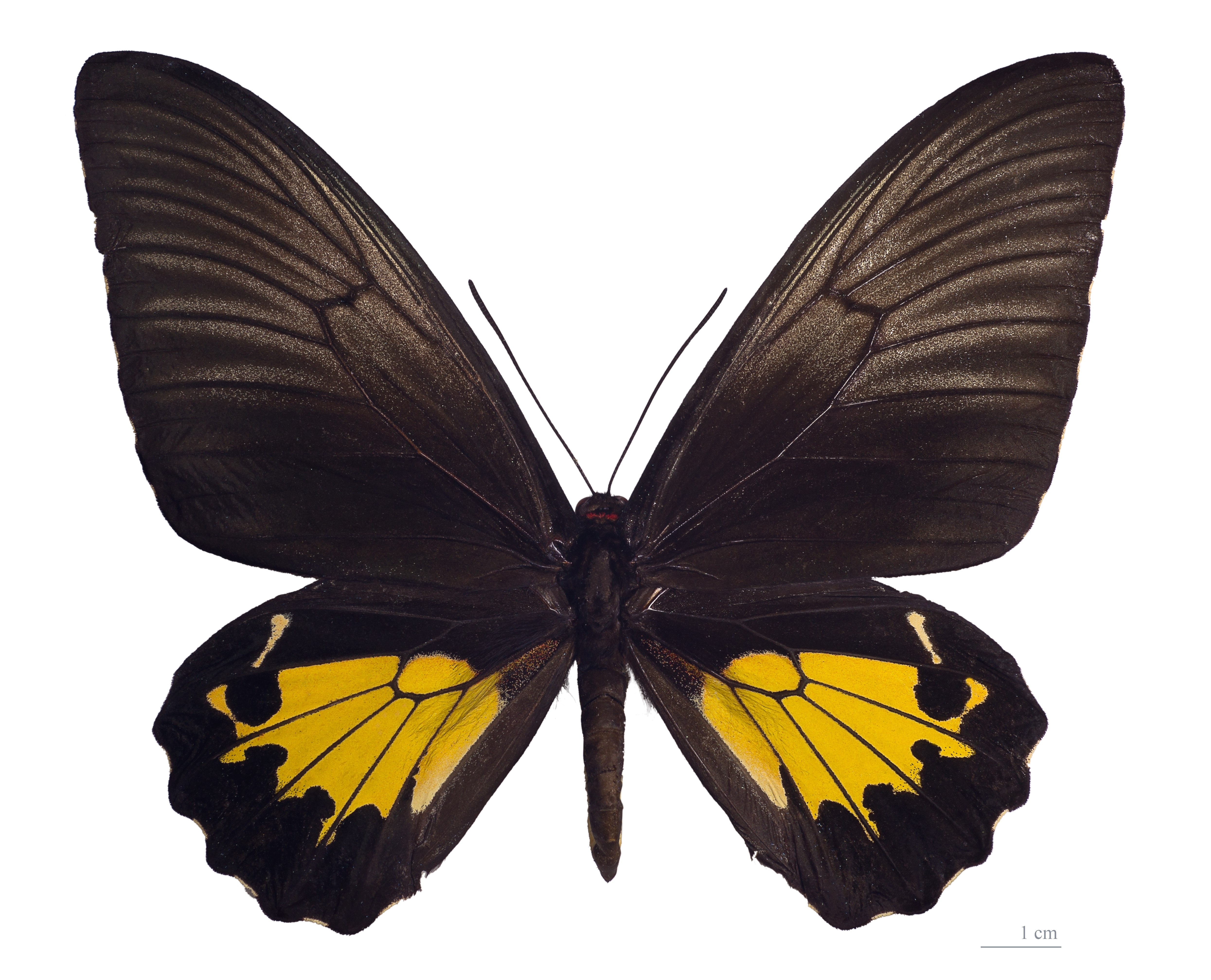
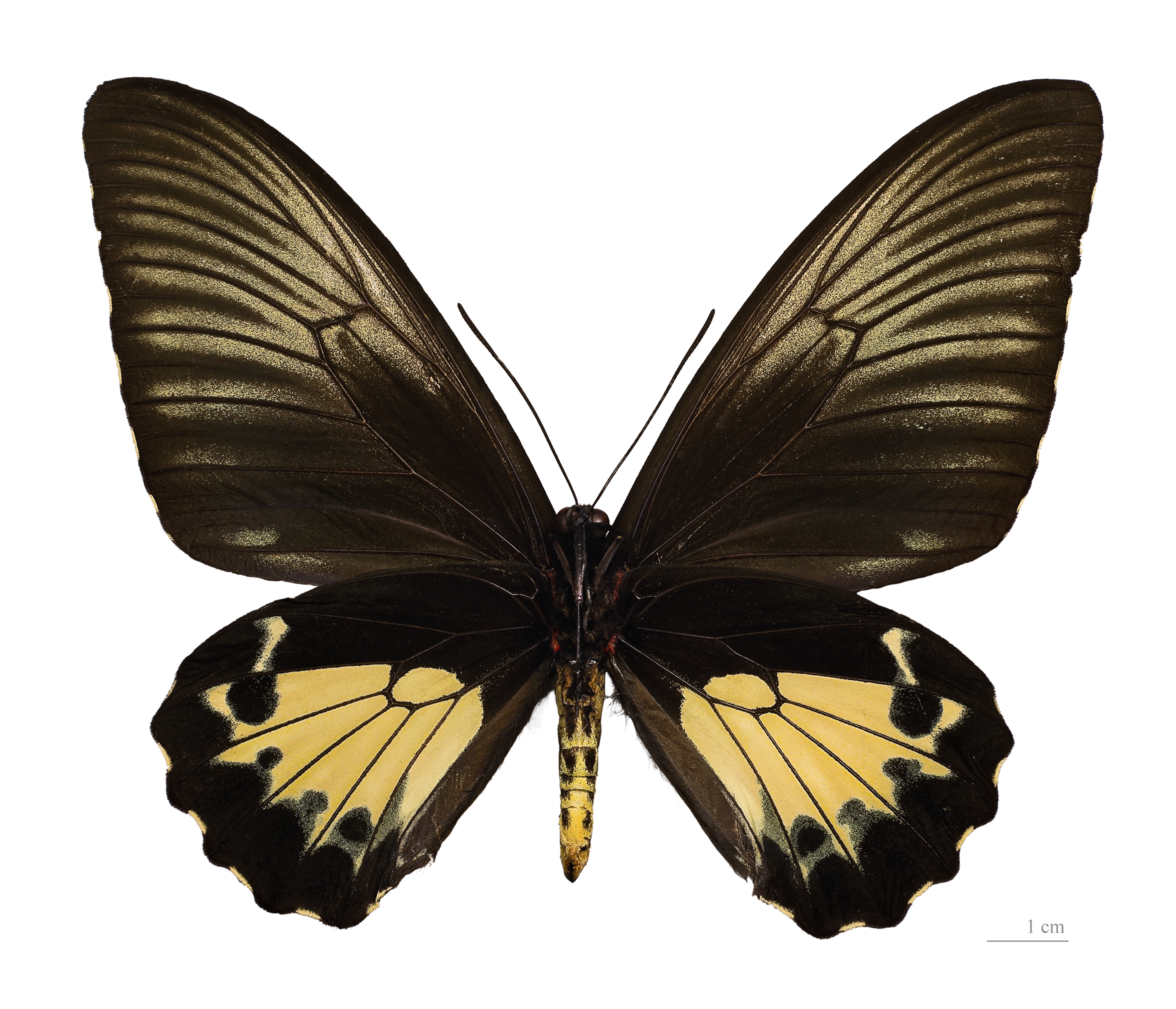
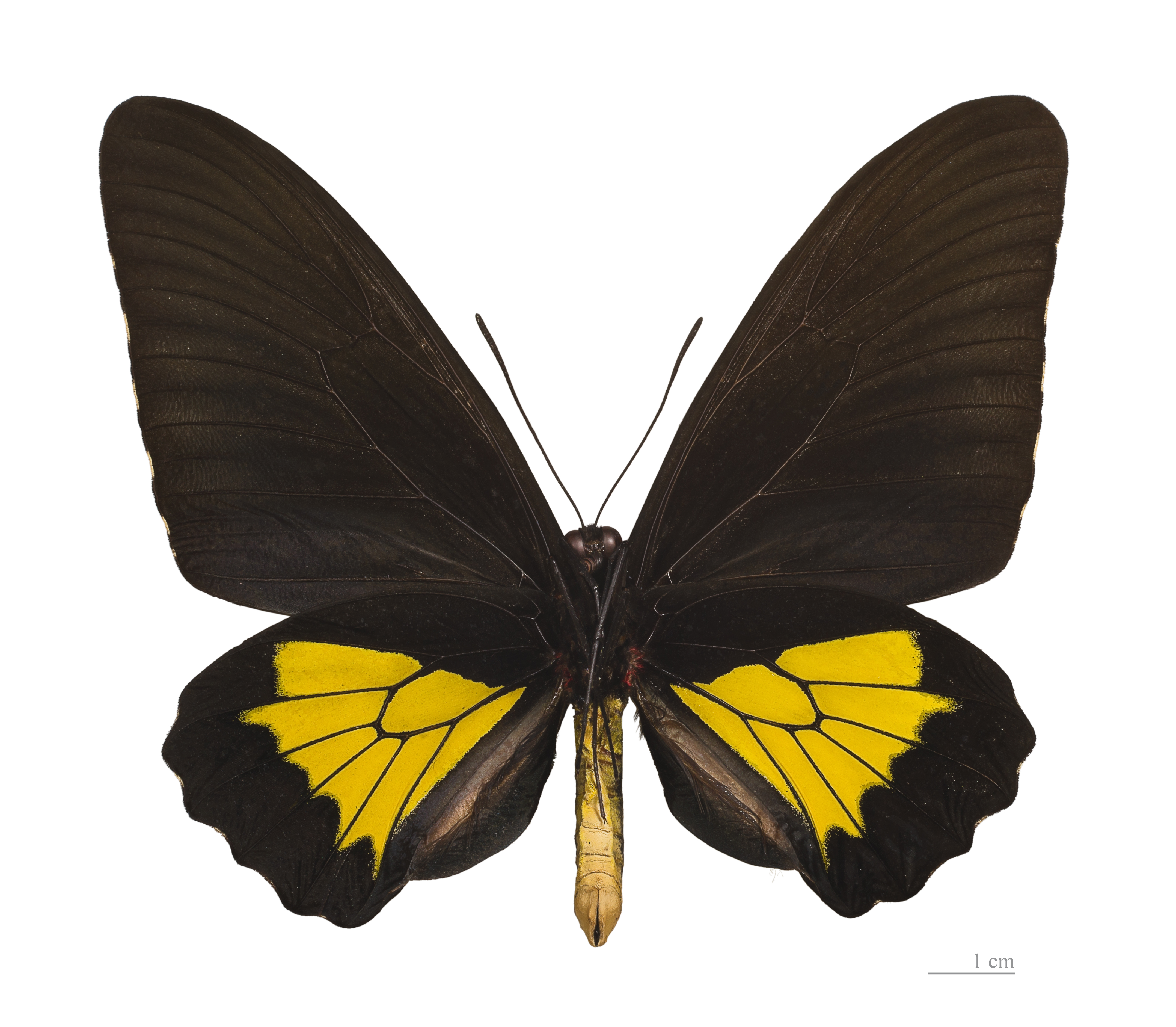